# Seapeak Hispania
Seapeak Hispania — плавуче сховище зрідженого природного газу (ЗПГ), яке входить до комплексу німецького терміналу по прийому ЗПГ у Лубміні.
Судно спорудили в 2002 році як ЗПГ-танкер на південнокорейській верфі Daewoo Shipbuilding & Marine Engineering у Кодже. Більшу частину своєї служби як газовоз судно носило назву Hispania Spirit, а після перейменування у 2022-му власника з Teekay LNG Partners на Seapeak також змінило назву на Seapeak Hispania. Того ж року його зафрахували для використання як плавуче сховище на німецькому терміналі у Любміні. Після цього судно пройшло на португальській верфі Lisnave (місто Сетубал, дещо південніше від Ліссабону) обстеження технічного стану та отримало систему поводження із балластною водою.
Наприкінці 2022-го Seapeak Hispania прийняло вантаж ЗПГ на єгипетському заводі зі зрідженні в Ідку і у другій половині грудня прибуло до Балтійського моря. Тут його встановили на довготривалу швартовку у затоці Прорер-Вік (східне узбережжя острова Рюген, за три десятки кілометрів північніше від Лубміна). Seapeak Hispania прийматиме партії ЗПГ із великих газовозів, після чого малі газовози човниковими рейсами будуть перевозити зріджений газ з Seapeak Hispania до плавучої регазифікаційної установки Neptune. 14 січня 2023-го термінал у Лубміні розпочав роботу.